# Мелвин, Леланд Девон
Ле́ланд «Ли» Де́вон Ме́лвин (англ. Leland 'Lee' Devon Melvin; род. 1964) — астронавт НАСА. Совершил два космических полёта на шаттлах: STS-122 (2008, «Атлантис») и STS-129 (2009, «Атлантис»).

## Ранние годы и образование
Леланд Мелвин родился 15 февраля 1964 года в городе Линчберг, штат Виргиния, где в 1982 году окончил среднюю школу. В 1986 году получил степень бакалавра в области химии в Университете Ричмонда, штат Виргиния. В 1991 году получил степень магистра наук в области материаловедения в Университете Виргинии.

## До НАСА
В 1989 году Мелвин начал работать с волоконно-оптическими датчиками в научном отделе НАСА (Исследовательский центр в Лэнгли), где он проводил исследования в области физических измерений. В его обязанности входило использование волоконно-оптических датчиков для измерения напряжений, температуры и химических повреждений в композитных и металлических конструкциях. Параллельно занимался проектами по разработке оптических интерферометрических методов для количественного определения повреждений аэрокосмических конструкций и материалов. В 1994 году стал вести мониторинг транспортных средств в корпорации «Локхид», в частности, в рамках программы многоразовых ракет-носителей Х-33. С 1996 года Мелвин стал заниматься проектированием и контролем производства оптических датчиков контроля, которые можно встраивать в волоконно-оптические линии. Этот проект дал лучшие датчики лазерного контроля для аэрокосмической и гражданских систем мониторинга безопасности.

## Подготовка к космическим полётам
Принимал участие в 16-м наборе астронавтов. В июне 1998 года был зачислен в отряд НАСА в составе семнадцатого набора, кандидатом в астронавты. С августа 1998 года стал проходить обучение по курсу Общекосмической подготовки (ОКП). По окончании курса, в августе 1999 года получил квалификацию «специалист полёта» и назначение в Офис астронавтов НАСА. Участвовал в многочисленных научных и технических конференциях, прошёл интенсивное обучение в рамках подготовки к полёту на шаттлах и Международной космической станции (МКС), физиологическую подготовку, летал на самолётах T-38 Talon, прошёл курс выживания в случае экстремальной посадки в пустыне.

## Полёты в космос
- Первый полёт — STS-122[2], шаттл «Атлантис». C 7 по 20 февраля 2008 года в качестве «специалист полёта». Цель — продолжение сборки Международной космической станции, доставка на орбиту европейского исследовательского модуля «Коламбус». Миссия STS-122 сопровождалась целым рядом поломок. Сначала вышли из строя два топливных датчика, в результате чего старт шаттла задержался на два месяца. На старте от корабля отвалились три куска монтажной пены, которые теоретически могли повредить теплоизоляцию. Наконец, после отстыковки от МКС произошёл сбой в системе отопления, в результате которого вышли из строя четыре небольших кормовых двигателя. При посадке эти двигатели не должны были использоваться, так что приземление проходило по намеченному графику. Экипаж «Атлантиса» совершил три выхода в открытый космос, установив привезённую на МКС европейскую лабораторию «Коламбус» и заменив бак с азотом на ферме P1. Продолжительность полёта составила 12 дней 18 часов 21 минуту[3].

- Второй полёт — STS-129[4], шаттл «Атлантис». C 16 по 27 ноября 2009 года, в качестве «специалист полёта». Миссия STS-129 — это первая из таких заключительных миссий шаттлов, задача которых состоит в доставки на станцию габаритных и ответственных запасных узлов и устройств. К таким устройствам относятся, в частности, гироскопы ориентации и баки систем охлаждения станции. Полезные грузы, которые доставляются шаттлом на станцию, закреплены на двух экспериментально-транспортных платформах (ExPRESS Logistics Carrier, ELC-1, ELC-2), которые были размещены в грузовом отсеке шаттла. На станцию доставлены два гироскопа ориентации, бак высокого давления с кислородом для шлюзового модуля, баки с азотом и аммиаком и насос для системы охлаждения станции. Среди полезных грузов также запасные части для робота-манипулятора и манипулятора «Декстре», запасные силовые кабели для транспортной тележки, устройство для зарядки и разрядки аккумуляторов солнечных батарей, устройство защиты станции от возможных электрических разрядов между станцией и верхними слоями атмосферы Земли. Запасной комплект антенны S-диапазона, комплект оборудования для любительской радиосвязи и оборудования для слежения за кораблями, находящимися в открытом море. Во время запланированных выходов в открытый космос, две экспериментально-транспортные платформы были закреплены на специально предназначенных для них местах на сегментах S3 и P3 ферменной конструкции станции. Приборы, которые расположены на экспериментально-транспортных платформах подсоединены к силовым и информационным цепям МКС. В общей сложности вес грузов доставленных на МКС составил около 14 тонн. Продолжительность полёта составила 10 суток 19 часов 16 минут[5].

Общая продолжительность полётов в космос — 23 дня 13 часов 38 минут.

## После полётов
В январе 2011 года перешёл на работу в Штаб-квартиру НАСА в Вашингтоне.

## Личная жизнь
Холост. Его интересы: игра на пианино, чтение, музыка, езда на велосипеде, теннис и сноуборд. Играл за футбольную команду «Детройт Лайонс» в 11-м туре в 1986 году в НФЛ. Приглашался на просмотры-сборы в футбольные клубы Даллас Ковбойз и Торонто Аргонавтс в летние футбольные лагеря подготовки. Его родители Димс и Грейс Мелвины, проживают в Линчберге, Виргиния.

## Награды и премии
Награждён: Медаль «За космический полёт» (2008 и 2009) и многие другие.